# 漢堡 (明尼蘇達州)
漢堡（英語：Hamburg）是一個位於美國明尼蘇達州卡弗縣的城市。

## 人口
根據2020年美國人口普查的數據，漢堡的面積為0.53平方千米，當中陸地面積為0.53平方千米，而水域面積為0.00平方千米。當地共有人口566人，而人口密度為每平方千米1,068人。